# جزیره هرمز
هُرمُز جزیره‌ای ایرانی در خلیج فارس و در ۸ کیلومتری بندرعباس است. این جزیره بیضی‌شکل با مساحتی بالغ بر ۴۲ کیلومتر مربع در مجاورت تنگه هرمز قرار گرفته و از مقصدهای گردشگری جنوب ایران است. شهر هرمز که در شمال جزیره قرار گرفته، تنها نقطه جمعیتی جزیره است و طبق سرشماری سال ۱۳۹۵ جمعیتی برابر با ۵٬۸۹۱ تن داشت.
هرمز را به علت موقعیت جغرافیایی آن و مجاورت با تنگه هرمز، کلید خلیج فارس می‌دانند. همین موقعیت است که آن را در طول تاریخ، از نظر راهبردی و بازرگانی از اهمیت خاصی برخوردار ساخته است. هرمز برای بیش از یک سده در اشغال پرتغالی‌ها بود که سرانجام در سال ۱۶۲۲ میلادی در دوره شاه عباس بازپس گرفته شد.

## نام
نام هرمز بنا بر منابع تاریخی در قدیم «هورموغ» بوده که مغ در گویش بومی استان هرمزگان به معنای نخل است. از سویی این واژه می‌تواند از ترکیب هور+موغ (موغستان) به معنی بندرگاه موغستان (میناب کنونی) ساخته شده باشد که امروزه به اشتباه هرمز خوانده می‌شود.
یونانیان باستان هرمز را به نام «ارگانا» (Όργανα) و جغرافی‌دانان مسلمان آن را به نام «زَرون» یا معرب آن «جرون» می‌شناختند. حافظ شیرازی در یکی از شعرهای خود از هرمز به صورت هرموز چنین یاد کرده است:
| شاه هرموزم ندید و بی سخن صد لطف کرد |  | شاه یزدم دید و مدحش گفتم و هیچم نداد |

شباهت ظاهری تلفظ امروزی یعنی هرمز با نام اهورامزدا سبب شده در میان عوام ارتباطی میان این دو نام تصور شود که مبنای تاریخی ندارد. افزون بر آن، مختصر شدهٔ نام اهورامزدا، هرمَزد (hormazd) با فتح میم است و با تلفظ هرمُز (hormoz) تفاوت دارد.

## پیشینه
نخستین شواهد برای حضور انسان در جزیره هرمز چندین اثر سنگی کشف شده در سواحل شرقی جزیره است. یک پراکندگی سنگی در محلی به نام چنددرخت موجود است که به نظر یک تراس دریایی مرتفع مربوط به دوره پلیستوسن است. این منطقه مجموعه سنگی دوران پارینه سنگی میانی را به همراه داشت که قدمت آن به بیش از ۴۰٬۰۰۰ سال پیش بازمی‌گردد.
شر هرمز نام خود را از شهر بندری مهم هرمز (هرمز کهنه) در سرزمین اصلی ایران به دست آورده است. این شهر ۶۰ کیلومتر دورتر از جزیره و مرکز شاهزاده‌نشین کوچک هرمز بود. شاهزاده به ایلخانان تحت حاکمیت مغول خراج می‌داد و منبع درآمد مهمی از تجارت دریایی بود. حاکم شهر در حدود سال ۱۳۰۰ (میلادی) تصمیم گرفت مرکز حکومت خود را به جزیره منتقل کند تا از حملات مغول‌ها و ترک‌ها دور بماند. حاکم بعدها با ایلخانان صلح کرد.
شهر تازه‌ای در منتهی الیه شمالی جزیره جرون ساخته شد که چند سالی به نام هرمز نو نامیده می‌شد تا آن را از شهر قدیمی در سرزمین اصلی متمایز کند. تا اینکه این هرمز کهنه به ویرانه تبدیل شد. کم‌کم نام شهر جدید برای جزیره نیز مورد استفاده قرار گرفت. این جزیره به دلیل گرما و خشکی فراوان مکان ایده‌آلی برای پایتخت نبود و نیاز داشت تا همه مواد غذایی و آب مورد نیاز اهالی از سرزمین اصلی آورده شود. با این حال موقعیت آن به جزیره چنان درجه‌ای از اهمیت را داد که توانست تا چندین سده به یک بندر تجاری بزرگ تبدیل شود. از آنجایی که رقبای تجاری جزیره متناوباً توسط مهاجمان تخریب می‌شدند، هرمز یک مرکز قابل اعتماد و نسبتاً امن باقی ماند.
هرمز در ابتدا با نخلستان‌ها، گیاه نیل، غلات، و ادویه‌جات به بازار اصلی کرمان تبدیل شد. پس از آن در سده ۱۳ میلادی تجارت در این جزیره به انحصار هند و چین درآمد. مارکوپولو در حدود سال ۱۲۹۰ در حین سفر زمینی از هرمز بازدید کرد. ابن بطوطه نیز از جزیره و هرمز نو دیدن کرد.
در حدود سال ۱۳۰۰ میلادی حاکم عرب هرمز، سرزمین اصلی را به دلیل هجوم دزدان رها کرد و هرمز جدید را در داخل جزیره بنا نهاد. این شهر به تدریج به مهم‌ترین مرکز تجاری خلیج فارس، جایگزین جزیره کیش شد. هرمز بار دیگر به بازاری برای هند تبدیل شد و نسبت به دیگر جزایر خلیج فارس در جایگاه برتر قرار گرفت.

### اشغال

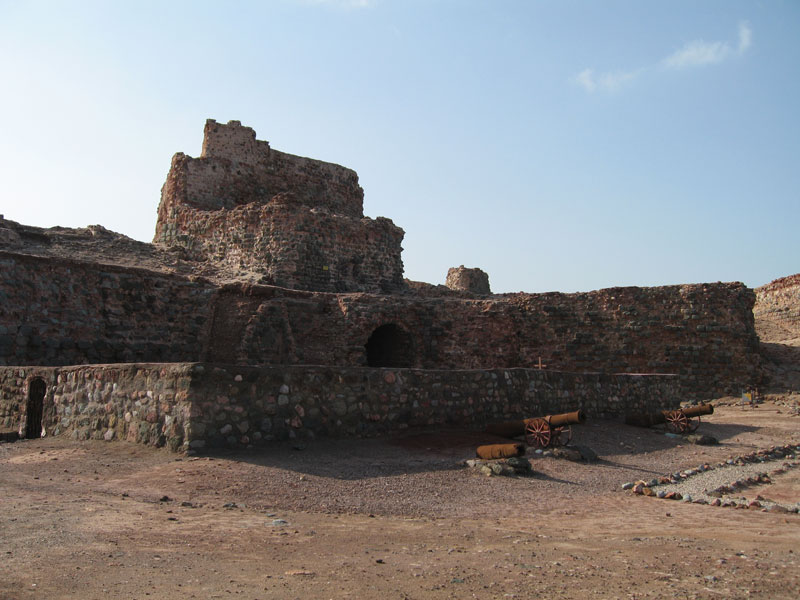
قلعه پرتغالی‌ها در جزیره هرمز

در سال ۱۵۰۵ مانوئل یکم، پادشاه پرتغال در جستجوی سیاستی تازه برای توسعه در آفریقا و غرب آسیا بود. در طول تلاش‌ها برای گسترش نفوذ پرتغال در اقیانوس هند، دوک پرتغالی آلفونسو دو آلبوکرکی جزیره هرمز را در سال ۱۵۰۷ در زمان پادشاهی شاه اسماعیل یکم تصرف کرد و به سرزمین‌های امپراتوری پرتغال افزود. این اشغال به پرتغالی‌ها این امکان را داد تا مسیر بازرگانی میان هند و اروپا را که از خلیج فارس می‌گذشت را به طول کامل کنترل کنند. پرتغالی‌ها در نوک شمالی جزیره که از نظر استراتژیک مشرف به شهر و هر دو بندر در طرفین بود، قلعه‌ای را ساختند.
این جزیره به یک نقطه توقف برای کشتی‌های پرتغالی تبدیل شد که در مسیر گوا، گجرات و قشم بودند. در سال ۱۵۵۲ قوای عثمانی به رهبری دریاسالار پیری رئیس برای از بین بردن حضور پرتغالی‌ها از قسمت شمال غربی اقیانوس هند جزیره را محاصره کردند. پرتغال در پایان نبردها پیروز شد و همه ناوگان عثمانی نابود شدند یا به دست پرتغالی‌ها درآمدند. هرمز تا سال ۱۶۲۲ در اشغال پرتغال باقی ماند.

### بازپس‌گیری
اشغال جزیره هرمز توسط پرتغالی‌ها بیش از یک سده به طول انجامید. در سال ۱۶۲۲ نیروهای ایرانی به رهبری امام‌قلی خان با همراهی قوای انگلیس، قلعه جزیره را به مدت ده هفته محاصره کردند و با تسلیم شدن پرتغالی‌ها هرمز را باز پس گرفتند. بازپس‌گیری هرمز توازن قدرت و تجارت را به کلی در خلیج فارس تغییر داد. اهمیت این واقعه و اثرگذاری آن بر تحولات منطقه و اثر آن بر افول امپراتوری پرتغال آنقدر مهم بود که جمهوری اسلامی این روز را روز ملی خلیج فارس نام‌گذاری کرد.
شاه عباس به مردم محلی منطقه بی‌اعتماد بود و علاقه‌ای به حفظ جزیره به عنوان مرکز تجاری یا پست نظامی نداشت و در عوض به توسعه بندرعباس پرداخت که در نزدیکی جزیره در سرزمین اصلی قرار داشت. بدین ترتیب هرمز رو به زوال رفت. بسیاری از ساکنان آن به صورت فصلی به مزارع و باغات خود در اطراف هرمز کهنه در سرزمین اصلی نقل مکان کردند و فقط ماهیگیران برای سکونت دائمی در آن ماندند. این جزیره به صادرات مقادیر کمی سنگ نمک و توده‌های اکسید آهن ادامه داد که به عنوان سنگ بالاست برای کشتی‌های بادبانی استفاده می‌شد.
بین سال‌های ۱۷۹۸ تا ۱۸۶۸ میلادی جزیره‌های هرمز، قشم و همین‌طور بندرعباس به حاکمان وقت مسقط و عمان اجاره داده شدند. امروز به جز بقایای قلعه پرتغالی‌ها چیز زیادی از شهر قدیم هرمز باقی نمانده است.
پس از دوره‌ای حکومت عمان در سده ۱۹ (میلادی) هرمز پیش از اینکه در سال‌های آخر سده ۲۰ (میلادی) توسعه پیدا کند، به صورت جزیره‌ای برای سکونت ماهیگیران باقی ماند.

## جغرافیا

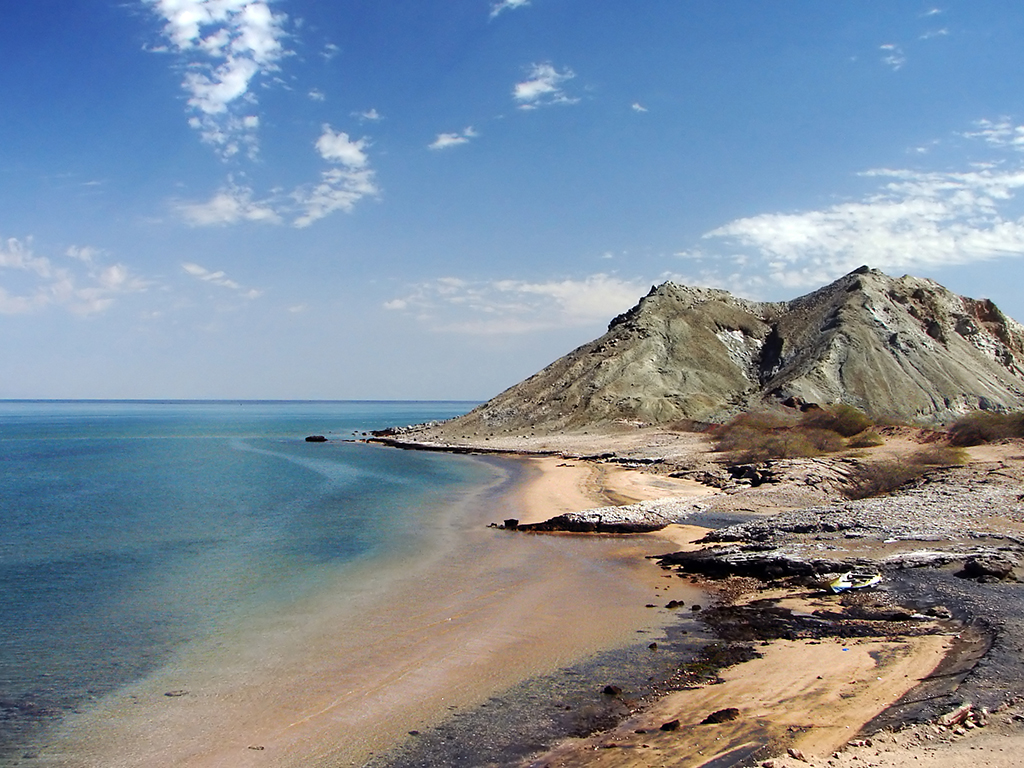
دریاکنار خضر در جزیره هرمز

جزیره هرمز ۴۲ کیلومتر مربع (۱۶ مایل مربع) مساحت دارد. روی سطح آن توسط سنگ‌های رسوبی و لایه‌هایی از مواد آتشفشانی پوشیده شده است. بلندترین نقطه جزیره حدود ۱۸۶ متر (۶۱۰ فوت) است. به دلیل کمبود بارندگی، خاک و آب آن شور است. در این جزیره بیشتر درخت‌های مانگرو سفید یا حرا رشد می‌کنند. مهندسان ایرانی به دلیل کمبود آب شیرین اقدام به ساخت خط لوله آب از سرزمین اصلی کرده‌اند. سواحل زیادی در سراسر جزیره وجود دارند. الهه نمک در جزیره هرمز نمونه بارز تنوع بالای خاک در جزیره هرمز است.
جزیره هرمز در میان زمین‌شناسان به علت این که از انواع خاک‌های مختلف تشکیل شده و تنوع بالایی دارد به بهشت زمین‌شناسی مشهور شده است. بررسی سنگ‌های جزیره نشان می‌دهد که در طی هزاران سال که جزیره هرمز به تدریج از آب بیرون آمد، به اشکال مختلف فرسایش یافته است. قدمت زمین‌شناسی جزیره هرمز حدود ۶۰۰ میلیون سال و عمر خارج از آب آن حدود ۵۰ هزار سال است.
اکسیدهای فلزی و ناخالصی‌های نمکی دلیل رنگ قرمز خاک جزیره هستند. همچنین ترکیبات نمکی غیر از سدیم کلرید عامل رنگ‌های متفاوت خاک مانند صورتی، آبی، زرد و قرمز هستند. خاک‌های سفید، آبی، صورتی و خاکستری حاصل ترکیبات آتشفشانی هستند. خاک اخرایی مایل به قرمز در این جزیره و سواحل آن که بومیان آن را «گِلَک» می‌نامند، برای مصارف هنری و آشپزی مورد بهره‌برداری قرار گرفته و گردشگران را نیز به خود جذب می‌کند. تخریب ناشی از استفاده بیش از حد از این گِل منجر به انجام اقداماتی توسط سازمان محیط زیست برای حفاظت از آن شده است.

## مردم

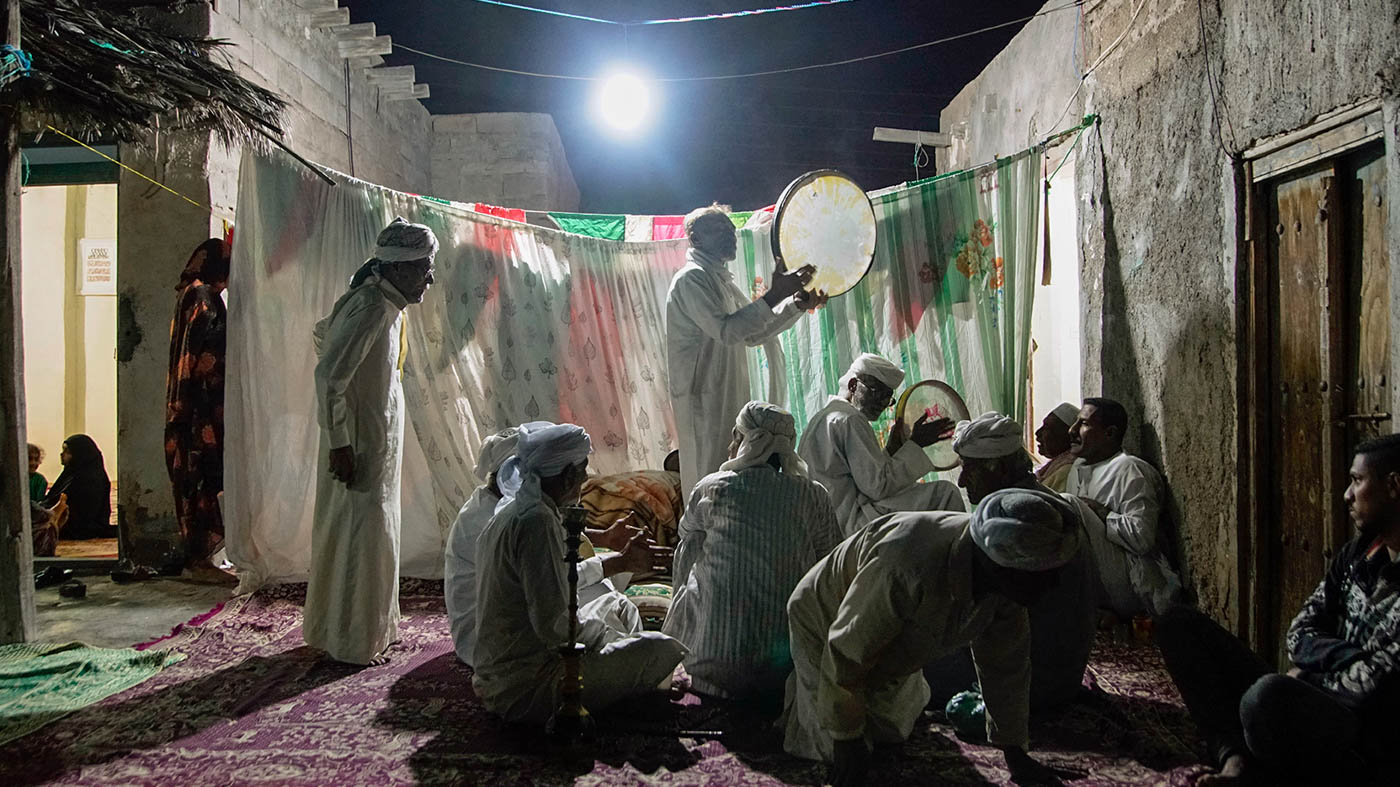
بومیان جزیره در حال اجرای مراسم زار

جمعیت هرمز طبق سرشماری سال ۱۳۹۵ برابر با ۵٬۸۹۱ بود. بیشتر مردم این جزیره مسلمان و پیرو مذهب اهل‌سنت شافعی هستند. مردم جزیره به زبان فارسی سخن می‌گویند و گویش آنان تلفیقی از بندری و مینابی است. در میان سخنان هرمزی‌ها واژگانی از زبان‌های هلندی، پرتغالی، انگلیسی، هندی و عربی به گوش می‌خورد که به دلیل حضور پرتغالی‌ها، هلندی‌ها و دیگر ملیت‌ها در منطقه به زبان آن‌ها راه یافته‌اند.
منبع اصلی درآمد مردم جزیره ماهیگیری است. قرارگیری در میان آب‌های خلیج فارس باعث شده تا بسیاری از مردم هرمز به شغل ماهیگیری روی آورند. در سال‌های اخیر به دلیل حضور فراوان گردشگران، مشاغل زیادی در زمینه گردشگری نیز ایجاد شده است. این جزیره دارای صنایع دستی منحصر به خود است و بسیاری از ساکنان آن به خلق آثار هنری در این زمینه نیز مشغولند.
مردم بومی هرمز از خاک آن برای تهیه سس «گلک» یا غذای سنتی «سوراغ» استفاده می‌شود.

## جاذبه‌ها

### ساحل سرخ
ساحل سرخ به‌لحاظ رنگ شبیه مریخ است. اگرچه رنگ سرخ در همه قسمت‌های جزیره هرمز به چشم می‌خورد و به نمادی از جزیره هرمز تبدیل شده است؛ اما در ساحل سرخ و معدن خاک سرخ بسیار ملموس‌تر و پررنگ‌تر است. آب دریا در ساحل سرخ تا چند متری، قرمز رنگ دیده می‌شود و دلیل آن حل شدن موادمعدنی خاک در آب دریا است.

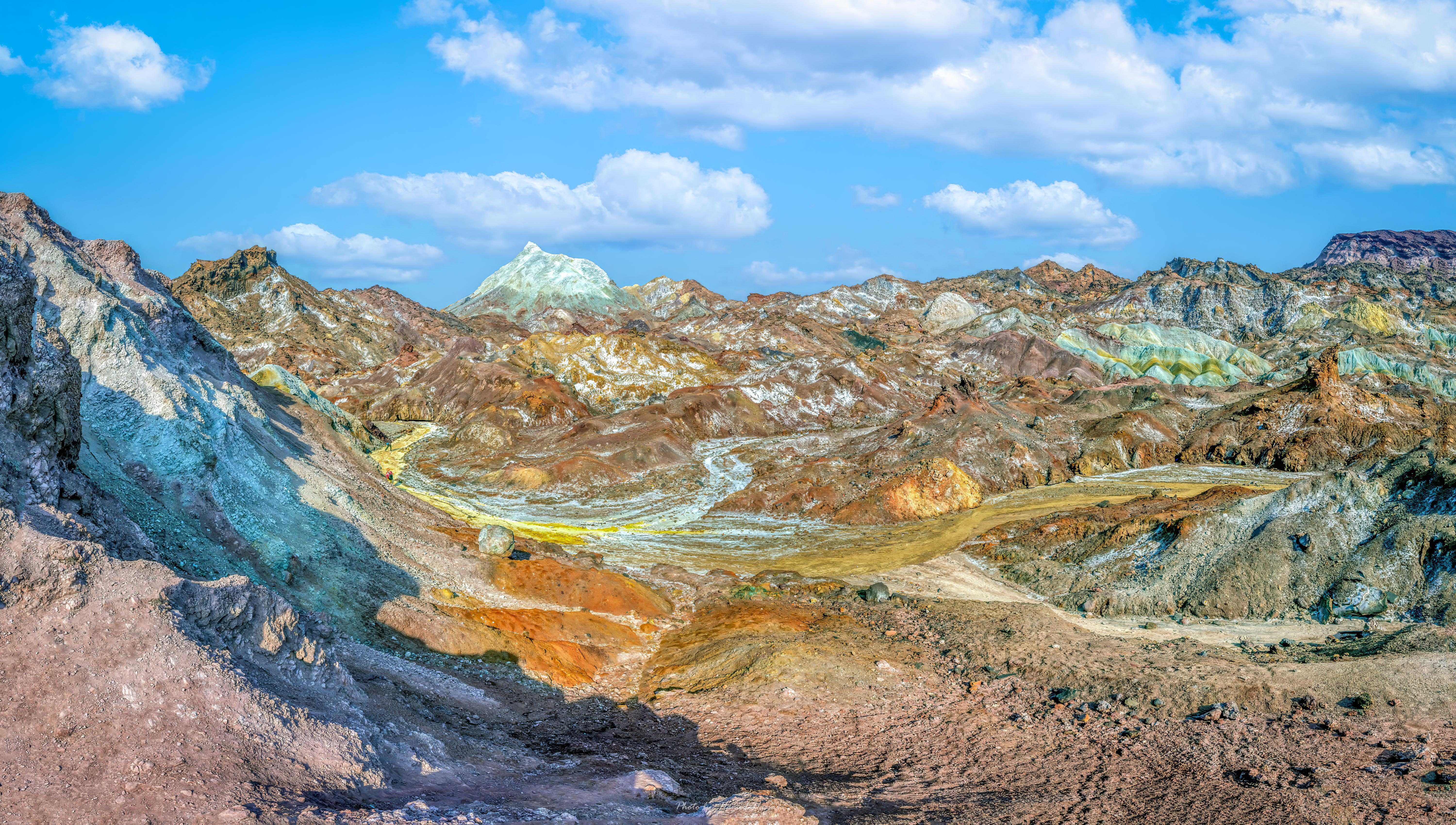
دره رنگین کمان جزیره هرمز

### دره رنگین‌کمان
شناخته‌شده‌ترین جاذبه جزیره هرمز دره رنگین‌کمان نام دارد که با بیش از هفتاد طیف رنگی متفاوت پوشیده شده است. تنوع سنگ‌ها و کانی‌های مختلف، هرمز را به ظرفیتی بالقوه برای گردشگری زمین‌شناسانه تبدیل کرده است. در این دره کانی‌های سازنده سنگ‌های مختلف در لایه‌های متفاوتی سوار برهم یا در کنار هم پیش چشم شما نقش بسته‌اند. طیف رنگ‌های زرد، سرخ، نقره‌ای و سیاه عمدتاً از ترکیبات رُسی و اکسید آهن هستند. در حالی که خاک‌های سفید، آبی، صورتی و خاکستری حاصل ترکیبات آتشفشانی‌اند که وجودشان در کنار هم به هرمز جلوه‌ای بی‌مانند بخشیده است.

### دره مجسمه‌ها
دره مجسمه‌ها در نزدیکی ساحل در بخش کوهستانی جنوب غربی جزیره واقع شده است. این دره دارای صخره‌هایی به اشکال مختلف است که هر کدام به یک حیوان، کله گوسفند، مرغ و اژدهایان مختلف تشبیه شده‌اند. در طول دره مسیر باریک‌تر می‌شود و ناگهان به پرتگاهی با حدود ۴۰ متر ارتفاع می‌رسد. منظره دره رو به خلیج فارس است.

### الهه نمک
کوه الهه نمک در واقع یک بلور نمکی بزرگ است. این کوه و غار دورن آن، طی سال‌ها فعالیت‌های زمین‌شناسی و فرسایش آبی و بادی شکل گرفته‌اند. کوه الهه نمک برخلاف دیگر کوه‌ها صدا را منعکس نمی‌کند. زیر کوه الهه نمک، آبی با رنگ نارنجی جریان دارد. جریان این آب به کمک پدیده‌های طبیعی دیگر، طی سال‌های زیاد سبب ظهور غار الهه نمک یا غار فیروزه‌ای در دل کوه الهه نمک شده‌اند.

### موزه دکتر نادعلیان
موزه دکتر نادعلیان که به نام موزه و گالری احمد نادعلیان نیز شناخته می‌شود، آثار احمد نادعلیان را دربر گرفته است. پروژه‌های هنری بوم‌شناختی او شامل حکاکی‌های صخره‌ای است و نه تنها کارهای او، بلکه همچنین کارهای زنان بومی محلی، بازمانده‌های موجودات دریایی و عروسک‌هایی ساخته شده از مواد بازیافتی در موزه او به نمایش گذاشته شده است.

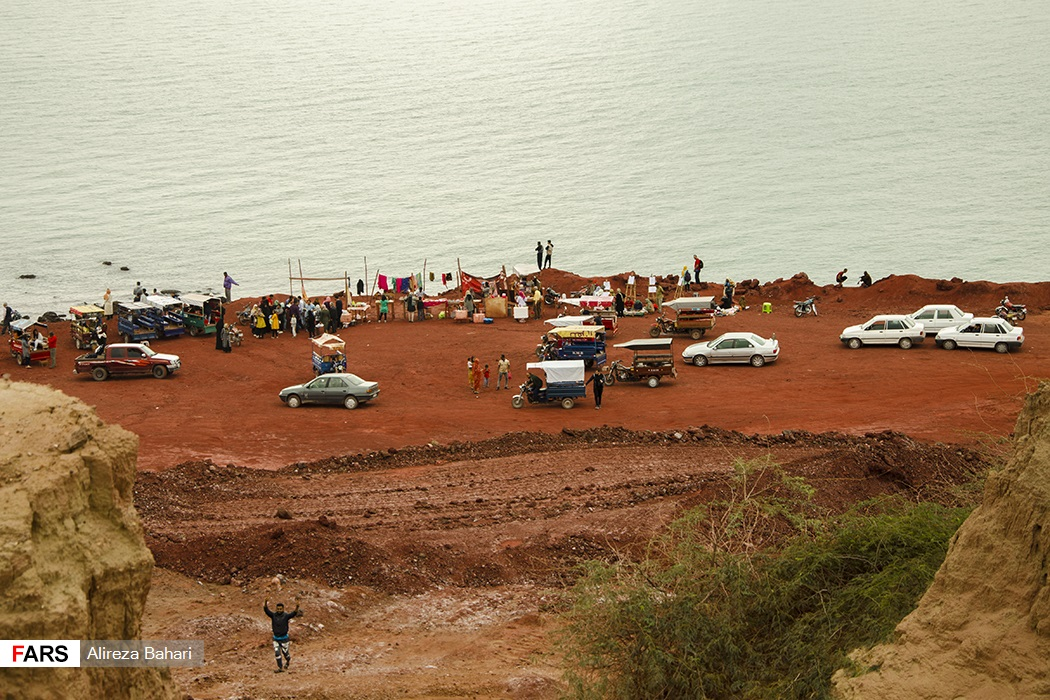
ساحل سرخ
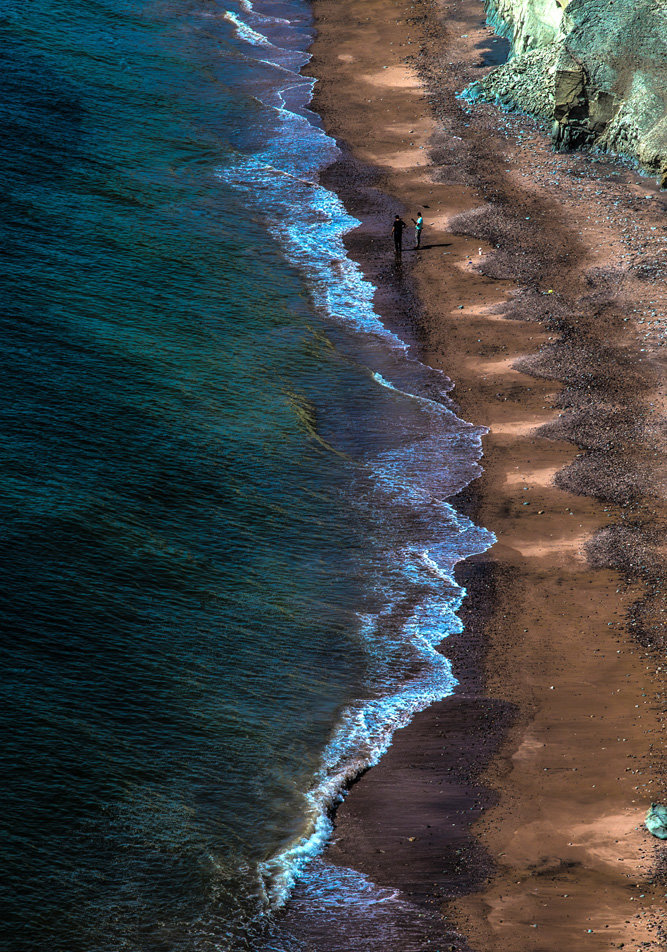
ساحل جزیره
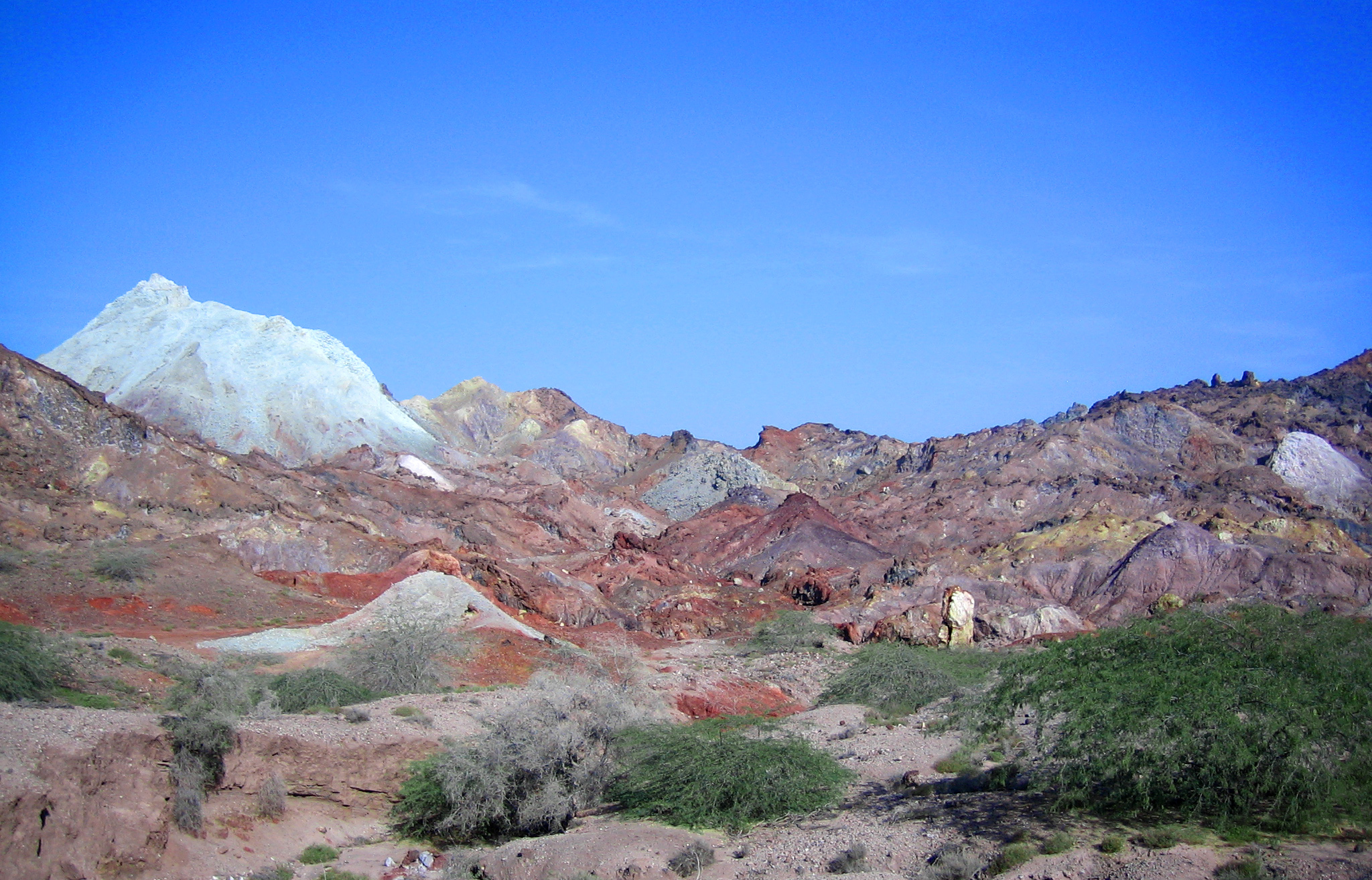
دره رنگین‌کمان
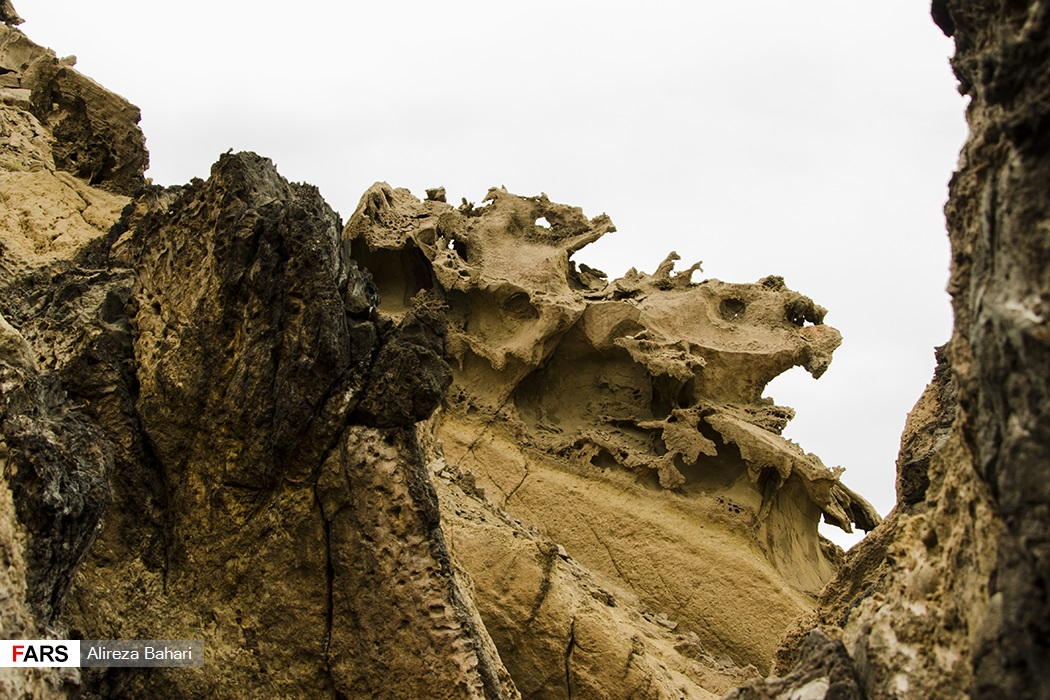
دره مجسمه‌ها
الهه نمکالهه نمک
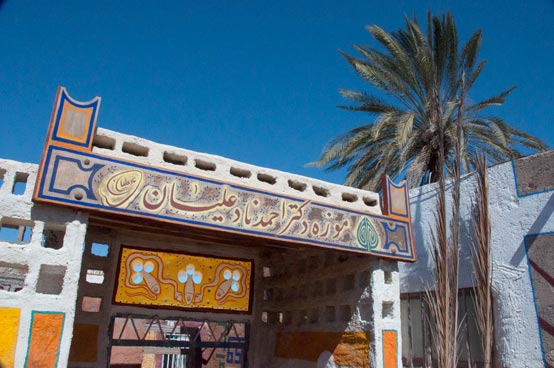
موزه دکتر نادعلیان
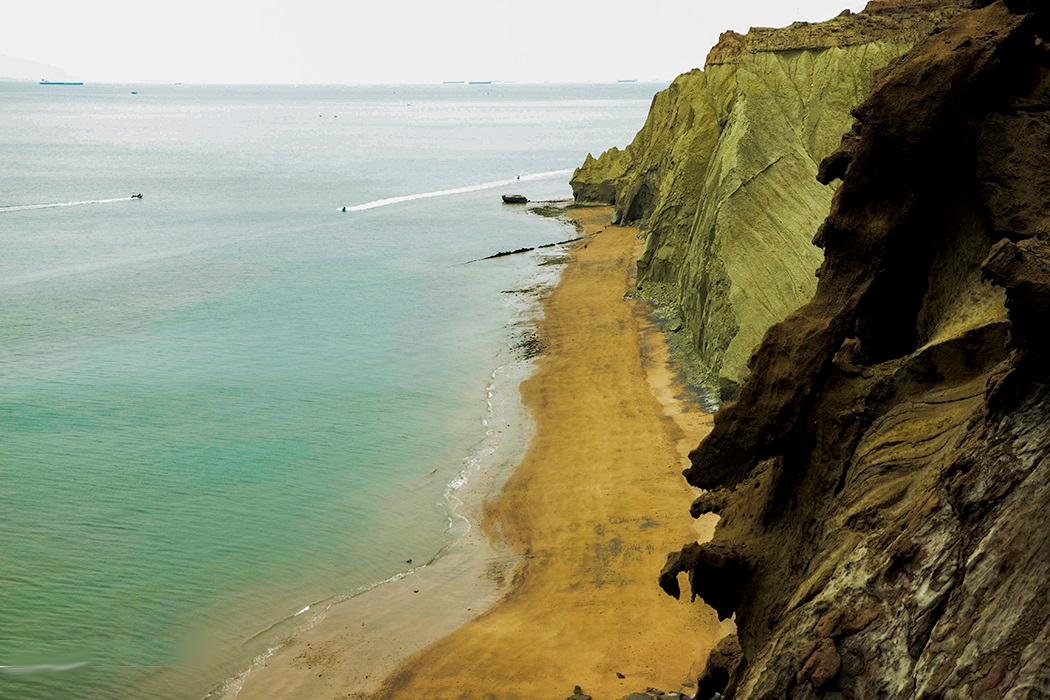
ساحل صخره‌ای جزیره
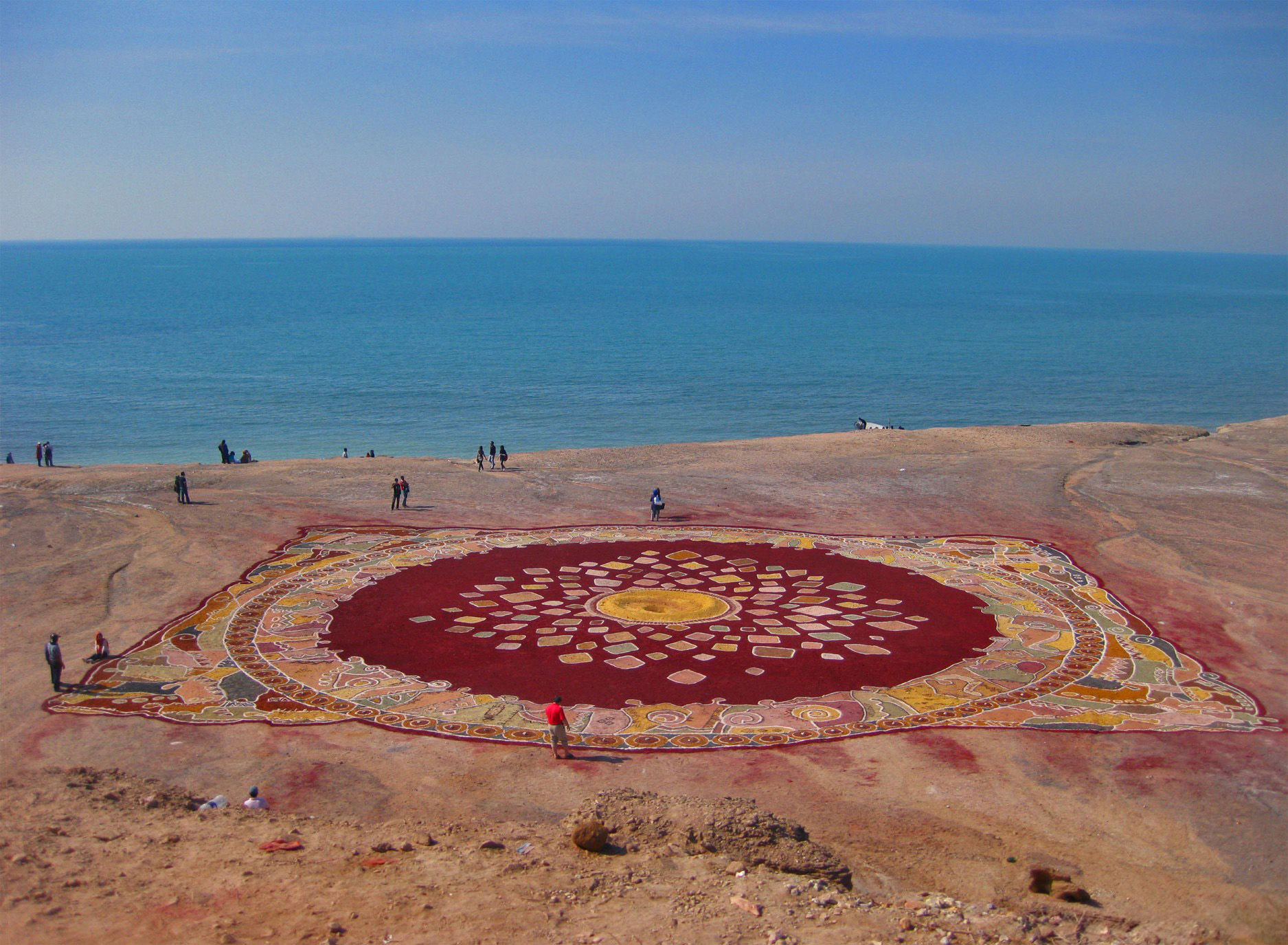
فرش خاکی هرمز
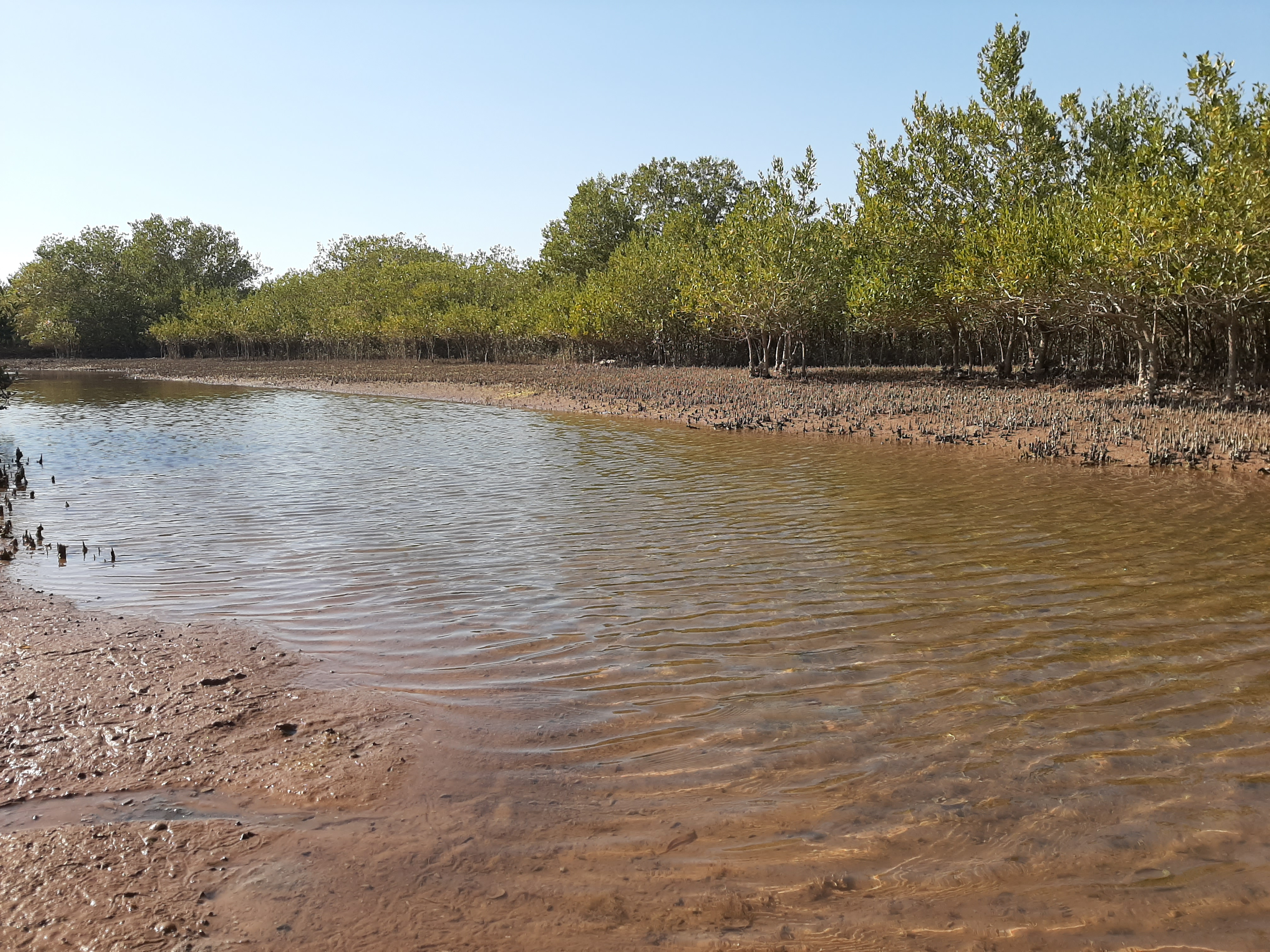
درخت‌های حرا در هرمز

## آسیب انسانی به خاک جزیره
در سال ۱۳۸۳ برای نخستین بار شایعاتی درباره انتقال غیرقانونی خاک هرمز به کشورهای حاشیه خلیج‌فارس (به‌ویژه قطر و امارات) مطرح شد که در آغاز از سوی مقامات جمهوری اسلامی رد شد. اما در سال‌های بعد برخی مسئولان درباره خروج خاک از ایران هشدار دادند.
از سال ۱۳۸۶ بنیاد برکت فعالیت‌های اقتصادی در جنوب ایران را آغاز کرده که کارخانه پودر خاک سرخ هرمز یکی از آن است. با اینکه بر پایه قانون حفاظت از خاک، برداشت و فروش خاک هرمز از سال ۱۳۹۷ ممنوع اعلام شده اما وزارت صنعت، معدن و تجارت مانع اجرای کامل این قانون می‌شود. از سوی دیگر برداشت‌های غیراصولی که با هدف قاچاق انجام می‌شود، باعث افزایش غلظت فلزات سنگین، تخریب پوشش گیاهی و تهدید حیات‌وحش شده‌اند. تذکرهای مسئولان حکومتی نیز به نتیجه نرسیده است. فروش خاک هرمز به طور گسترده در فضای مجازی تبلیغ می‌شود.
ماساژ درمانی با خاک هرمز هیچ پشتوانه علمی ندارد.